# Frase fonológica
A frase fonológica é um constituinte da hierarquia prosódica formulada pela Fonologia Prosódica, teoria criada por Nespor e Vogel onde a fala é representada por um sistema em que cada constituinte da hierarquia atua como contexto de aplicação de regras e de processos fonológicos específicos. Estes constituintes não possuem uma relação de equivalência com constituintes sintáticos e morfológicos, apesar de serem formulados a partir de informações obtidas a partir destes. O que temos, então, são sistemas que atuam de maneira independente/própria, mas que mantém uma relação entre si.
A hierarquia prosódica possui sete constituintes ou domínios prosódicos, assim divididos:
Hierarquia prosódica
Enunciado U
Frase entoacional I
Frase fonológica ɸ
Grupo clítico C
Palavra fonológica ω
Pé Σ
Sílaba σ
A formação de frases fonológicas ocorre em torno de um item lexical que seja núcleo de um sintagma. Os cabeças lexicais de uma frase fonológica podem ser verbo (V), substantivo (N) e adjetivo (A).
Utilizando como exemplo a frase do italiano  “Ho visto tre colibrì molto scuri” (“Vi três colibris muito escuros”), ocorre a seguinte divisão:
Assim, na frase acima temos três frases fonológicas, nas quais os cabeças lexicais são “visto” (V), “colibri” (N) e “scuri” (A). Em cada frase, juntam-se ao cabeça lexical os elementos que integram o mesmo sintagma no seu lado não-recursivo. No caso do Italiano o lado não-recursivo dos sintagmas é o lado esquerdo.